# Kronshagen
Kronshagen est une commune d'Allemagne située à l'ouest de Kiel dans l'arrondissement de Rendsburg-Eckernförde (Schleswig-Holstein).

## Histoire

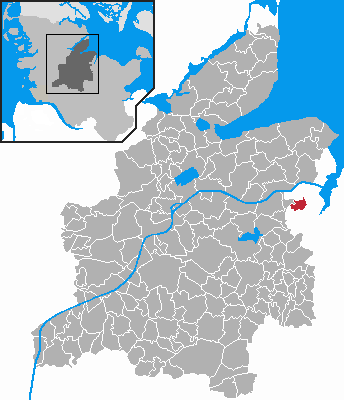
Situation de la commune dans l'arrondissement

Kronshagen est mentionnée pour la première fois dans un document officiel en 1271.

## Jumelages
- Güstrow (Allemagne) depuis le 8 janvier 1992[1]